# 김용상 (1942년)

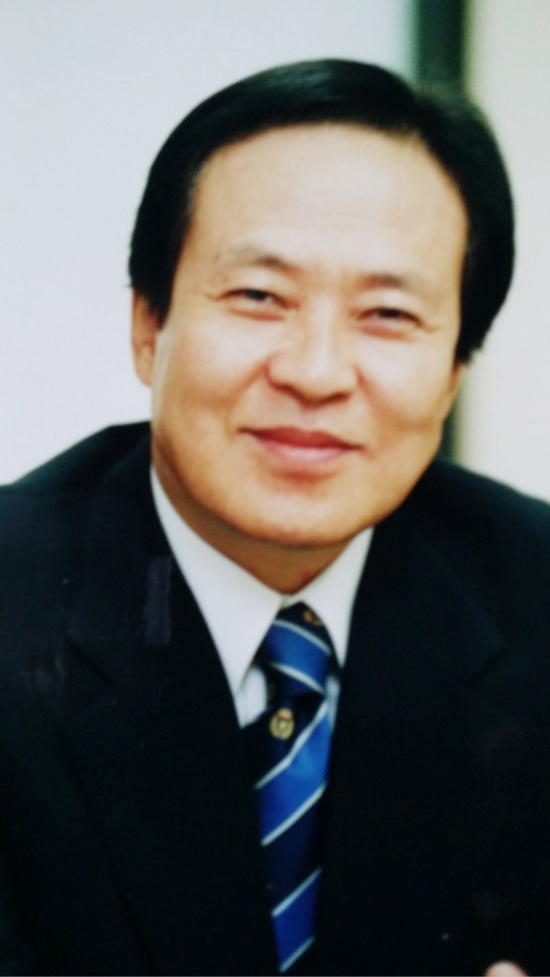
기자이자 소설가 김용상.

김용상(金容相, 1942년 5월 6일 ~ )은 전남 보성 출신의 언론인이자 소설가다. 광주고등학교를 졸업하고 고려대학교에서 행정학사, 한양사이버대학교 경영대학원에서 경영학 석사(미디어MBA)를 취득하였다. 1968년부터 서울신문 기자로 일하다 2002년 스포츠서울 사장 직무대행을 끝으로 퇴직, 이후 소설가로 활동하고 있다.

## 주요 경력
- 1968년 서울신문 입사
- 1988년~97년 스포츠서울 문화부장, 체육1부장(이후 부국장급), 사회부장, 과학부장, 편집국 부국장
- 1998년~1999년 서울신문사 스포츠서울 편집국장, 스포츠서울 본부장(이사대우)
- 2000년∼2002년 (주) 스포츠서울21 편집인 상무이사, 사장 직무대행 .[2]

## 활동
- 1996년 허균문학상 추리소설부문 수상(필명 김민준)[3]
- 1997년 열린문학상 추리부문 본상
- 1999년 한국추리문학 대상 수상

### 논문
- 온라인 커뮤니티의 특성이 만족도와 지속적 이용의도에 미치는 영향 : 독립형 여성커뮤니티(82cook.com)를 중심으로 (2012년)

### 주요 저서
- 추리장편 <하이테크 살인>(1994, 삶과 함께) / <백색 미모사의 공포>로 재간(1999, 나남)
- 추리장편 <라팔로마의 침묵>(1994, 명지사)
- 추리장편 <옴니버스>(上ㆍ下)(1995, 해난터) / <살인 비즈니스의 법칙>으로 재간행(1999, 나남출판)
- 추리장편 <물방울은 흔적이 없다>( 1996, 춘광) / <늑대들의 안식일>로 재간(1999, 나남)
- 추리장편 <끝없는 추락>(上ㆍ下)(1997, 삼성서적)
- 추리장편 <살인자의 가면무도회>(1999, 나남출판)
- 추리 중단편집 <여자>(2000, 책 만드는 집)
- 장편역사소설 <별궁의 노래>(2009, 생각의 나무) / <민회빈 강씨>로 재간행(2011, 멜론)[4]
- 장편역사소설 <왕도와 신도>(2011, 나남출판)[5]
- 장편소설 <고부전쟁>(2013, 멜론>
- 장편역사소설 <정도전>(2014,1월 고즈넉)[6]
- eBook <김용상 추리 단편선>(2012, 바로북)
- eBook <세상은 요지경>(2012, 바로북)
- eBook <307호 사건>(2012, 바로북)
- eBook <여자로 살기>(2012, 바로북)
- 희곡 <고부전쟁> (공연 2013.7.6~8.25 NH아트홀) / <며느리 전성시대>(원제 고부전쟁 / 공연 2014.3.28~4.27 성수아트홀)[7]